# Reformed Methanol Fuel Cell
Die Indirekte Methanolbrennstoffzelle (IMFC) (engl. Indirect Methanol Fuel Cell), auch Reformer-Methanol-Brennstoffzelle (RMFC) (engl. Reformed Methanol Fuel Cell), ist ein Brennstoffzellensystem, in dem Methanol in einem Reformer zu Wasserstoff-haltigem Gas reformiert wird und dieses Gas dem Brennstoffzellen-Stack (Zellstapel) zugeführt wird. RMFC Systeme haben mehrere Vorteile gegenüber Direktmethanolbrennstoffzellen (DMFC), wie einen deutlich höheren elektrischen Wirkungsgrad, geringere Stack-Kosten und die Beständigkeit gegenüber Temperaturen unter 0 °C. Der höhere elektrische Wirkungsgrad im Vergleich zur DMFC ist dadurch begründet, dass nicht das Methanol, sondern der aus dem Methanol gebildete Wasserstoff in der Membran-Elektroden-Einheit (MEA) verstromt wird und die Anodenüberspannung der katalytischen Zersetzung von Wasserstoff deutlich geringer ist als die Anodenüberspannung bei der Zersetzung von Methanol.
Methanol wird als Brennstoff verwendet, da es im Gegensatz zu anderen Kohlenwasserstoffen bei Temperaturen unter 280 °C effizient zu wasserstoff-haltigem Reformatgas reformiert werden kann. Des Weiteren ist Methanol sehr kostengünstig (Großmengenpreis ab 0,23 Euro/L) im Vergleich zu anderen Brennstoffen wie Ethanol oder Wasserstoff, weist prozessbedingt üblicherweise eine hohe Reinheit auf, kann einfach gelagert werden und kann darüber hinaus aus Hausmüll, Biomasse oder CO2 einfach regenerativ erzeugt werden.

## Lagerung und Brennstoff-Kosten
Methanol kann beispielsweise in Tanks, Kanistern, Fässern oder IBC-Containern gelagert werden. Je nach Systemdesign der RMFC kann entweder 100%iges Methanol (nach dem Industriestandard IMPCA der Reinheit von über 99,85 %) oder eine Mischung aus Methanol und Wasser (z. B. 40 vol% Wasser) verwendet werden. Die Verwendung von hundertprozentigem Methanol hat den Vorteil, dass der Brennstoffverbrauch geringer ist als bei einer Mischung aus Methanol und Wasser. Allerdings ist die Komplexität des Systemdesigns bei einem mit hundertprozentigem Methanol betriebenen Brennstoffzellensystem höher, da der an der Kathode gebildete Wasserdampf auskondensiert werden muss.
Vergleich des Energieinhalts von Methanol mit Wasserstoff: ein Kanister mit 6 Liter Methanol (Gewicht ca. 5 kg) hat etwa denselben Energieinhalt wie eine 200 bar Wasserstoff-Gasflasche mit einem Behälter-Volumen von ca. 55 L bei einem Gewicht von 70 kg.
Der Nettopreis für Methanol, geliefert in einem IBC, beträgt ab etwa 0,45 EUR/L. Die Brennstoffkosten pro elektrischer Kilowattstunde für RMFC-Systeme betragen üblicherweise etwa 0,25–0,93 EUR/kWh (konventionelles Methanol) bzw. 0,38–1,10 EUR/kWh (Bio-Methanol produziert aus Hausmüll oder e-Methanol produziert aus erneuerbarem Strom) bei Lieferung im Fass oder IBC. Im Vergleich dazu betragen die Wasserstoff-Kosten für eine mit Wasserstoff (z. B. Reinheit größer als 99,95 %) betriebene Polymerelektrolytbrennstoffzelle ca. 3,8–8,5 EUR/kWh (bei Lieferung im Bündel zu je 12 Flaschen mit 200 bar inkl. Flaschenmiete).

## Reformer
Als Reformer wird üblicherweise ein kupferbasierter Methanol-Reformer verwendet. Auch der Einsatz von edelmetallbasierten Reformern ist möglich.
Der Reformer besteht aus einem hitzebeständigen Behälter, der Reformer-Katalysator enthält (z. B. Schüttgut-Pellets) und bei einer Temperatur von 200 bis 300 °C gehalten wird. Bei Verwendung der Wasserdampf-Reformierung wird eine gasförmige Methanol-Wasser-Mischung dem Reformer zugeführt. Das Methanol wird hierbei üblicherweise komplett zu Wasserstoff, CO2 und ggf. einem geringen Anteil an CO umgewandelt. Je nach Systemdesign kann die Kohlenmonoxid-Konzentration vor dem Stack in der Reformereinheit oder im Abgas reduziert oder katalytisch beseitigt werden.

## Brennstoffzelle
Als Brennstoffzelle wird üblicherweise eine Hochtemperatur-Polymerelektrolytmembran-Brennstoffzelle oder eine Niedertemperatur-Polymerelektrolytmembran-Brennstoffzelle verwendet.

## Wirkungsgrad
Der elektrische Balance-of-Plant-System-Wirkungsgrad für Reformer-Methanol-Brennstoffzellensysteme beträgt üblicherweise zwischen 35 und 50 % und kann je nach Systemdesign und Betriebsbedingungen bis zu etwa 55 % erreichen. Für den elektrischen Zell-Wirkungsgrad können bis zu 63 % erreicht werden. Wird die Abwärme der Brennstoffzelle genutzt, so kann ein Gesamt-Wirkungsgrad von 85 bis 90 % erreicht werden.

## Unterschiede zur Direktmethanolbrennstoffzelle
Während bei der Direktmethanolbrennstoffzelle (DMFC) eine flüssige Methanol-Wasser-Mischung durch die Anode des Brennstoffzellen-Stacks geführt wird, wird bei der Reformer-Methanol-Brennstoffzelle ein wasserstoff-haltiges Gas durch die Anode des Brennstoffzellen-Stacks geführt. Im Gegensatz zur DMFC ist das Systemdesign der RMFC komplexer, weshalb DMFC-Systeme insbesondere für eine Brennstoffzellensystem-Leistung bis etwa 0,3 kW geeignet sind und RMFC-Systeme für eine Brennstoffzellensystem-Leistung ab etwa 0,3 kW.
Vorteile der RMFC gegenüber der DMFC:
- Höherer elektrischer System-Wirkungsgrad von methanol-betriebenen HT-PEM-Brennstoffzellensystemen (30 bis 50 %) im Vergleich zur DMFC (20 bis 30 %). Geringer Methanol-Verbrauch.
- Bessere UI-Kennlinie als bei der DMFC.
- Kalte Lagertemperaturen unter 0 °C sind nicht problematisch (insbesondere bei RMFC mit HT-PEM-Brennstoffzelle) im Vergleich zur DMFC, bei der die Membran durch Bildung von Wasserkristallen zerstört werden kann.
- Geringerer Platin-Gehalt in der Membran-Elektroden-Einheit (MEA)
- Keine hohe Reinheit des Methanols für methanolbetriebene HT-PEM -Brennstoffzellensysteme nötig im Vergleich zu Direktmethanolbrennstoffzellen. Verwendung von kostengünstigem Industrie-Methanol möglich.
- Höhere Lebensdauer von methanolbetriebenen HT-PEM-Brennstoffzellensystemen als von DMFC-Systemen ist möglich.[15]
- Kein Methanol-Crossover durch die Membran, der bei der DMFC die Lebensdauer, die Systemeffizienz, die Schadgasemission und die Systemkomplexität negativ beeinflusst[16]

## Entwicklungsstand und Anwendungen
RMFC-Systeme werden sowohl für stationäre als auch für mobile Anwendungen genutzt. Beispielsweise dienen sie als Backup-Power, Notstromversorgung, Auxiliary Power Unit (APU) oder als Batterie Range-Extender (Elektrofahrzeuge, Schiffe).
Die meisten RMFC Systeme haben eine Leistung zwischen 0,1 kW und 100 kW. In Abhängigkeit vom Systemdesign kann die Brennstoffzellen-Abwärme genutzt werden, wobei ein Gesamt-Wirkungsgrad des Brennstoffzellensystems von 85 bis 90 % erreicht werden kann.
Im Gegensatz zu Diesel- oder Benzin-Generatoren ist das Wartungsintervall für RMFC-Systeme üblicherweise deutlich größer, da keine Ölfilter oder weitere motorspezifische Service-Teile ausgetauscht werden müssen. Deshalb werden RMFC-Systeme in Offgrid-Anwendungen (z. B. Autobahnmeistereien) oder an entlegenen Orten (z. B. Telecom, BOS-Funk, Berghütten) gegenüber Dieselgeneratoren oft bevorzugt. Darüber hinaus sind RMFC-Systeme besser als Diesel-Generatoren für kalte Umgebungsbedingungen geeignet, da Methanol einen niedrigen Gefrierpunkt aufweist (Gefrierpunkt von reinem Methanol −97 °C, Winterdiesel kann ab −6 °C ausflocken)  und RMFC-Systeme unter Verwendung des HT-PEM Brennstoffzellentyps selbst Abwärme zum Start und Betrieb generieren.
Auch die biologische Abbaubarkeit von Methanol, die Möglichkeit erneuerbares Methanol zu verwenden, die geringen Brennstoffkosten, ohne Emission von Feinstaub bzw. NOx, die geringe Lautstärke sowie der geringe Brennstoff-Verbrauch (langes Brennstoffversorgungsintervall) werden als positiv angesehen.
Der elektrische Sportwagen RG Nathalie enthält laut Hersteller die RMFC-Technologie.
| Unternehmen                 | Land        | Brennstoffzellentyp (Stack) | Brennstoff                                                |
| --------------------------- | ----------- | --------------------------- | --------------------------------------------------------- |
| Blue World Technologies ApS | Dänemark    | HT-PEM                      | Methanol-Wasser-Mischung, 100 % Methanol (in Entwicklung) |
| CHEM                        | Taiwan      | PEM                         | Methanol-Wasser-Mischung                                  |
| SerEnergy AS                | Dänemark    | HT-PEM                      | Methanol-Wasser-Mischung (40:60)                          |
| Siqens GmbH                 | Deutschland | HT-PEM                      | 100 % Methanol (IMPCA)                                    |
| UltraCell LLC               | USA         |                             | Methanol-Wasser-Mischung                                  |